# Salgareda
Salgareda este o comună din provincia Treviso, regiunea Veneto, Italia, cu o populație de 6.568 de locuitori&#32 (2022);și o suprafață de 27,55 km².

## Demografie
Salgareda - evoluția demografică

|  | Graficele sunt indisponibile din cauza unor probleme tehnice. Mai multe informații se găsesc la Phabricator și la wiki-ul MediaWiki. |

Date: Recensăminte sau birourile de statistică - grafică realizată de Wikipedia